# 4 × 400 meter stafett för damer i friidrott vid olympiska sommarspelen 1980
4 × 400 meter stafett för damer vid olympiska sommarspelen 1980 i Moskva avgjordes 1 augusti. 

## Medaljörer
| Gren                  | Guld                                                                                     | Guld    | Silver                                                                      | Silver  | Brons                                                                                     | Brons   |
| 4 x 400 meter stafett | Sovjetunionen · Tatjana Prorotjenko · Tatjana Gojsjtjik · Nina Ziuskova · Irina Nazarova | 3.20,12 | Östtyskland · Barbara Krug · Gabriele Löwe · Christina Lathan · Marita Koch | 3.20,35 | Storbritannien · Linsey MacDonald · Michelle Probert · Joslyn Hoyte-Smith · Donna Hartley | 3.27,74 |

## Resultat

### Final
- Hölls fredagen den 1 augusti 1980

| Placering | Land           | Löpare                                                                          | Tid     |
| --------- | -------------- | ------------------------------------------------------------------------------- | ------- |
|           | Sovjetunionen  | • Tatjana Prorotjenko • Tatjana Gojsjtjik • Nina Ziuskova • Irina Nazarova      | 3.20,12 |
|           | Östtyskland    | • Barbara Krug • Gabriele Löwe • Christina Lathan • Marita Koch                 | 3.20,35 |
|           | Storbritannien | • Linsey MacDonald • Michelle Probert • Joslyn Hoyte-Smith • Donna Hartley      | 3.27,74 |
| 4.        | Rumänien       | • Iboia Korodi • Niculina Lazarciuc • Maria Samungi • Elena Tarfta              | 3.27,8  |
| 5.        | Ungern         | • Iren Orosz • Judit Forgács • Eva Toth • Ilona Pal                             | 3.27,9  |
| 6.        | Polen          | • Grazyna Oliszewska • Elzbieta Katolik • Jolanta Januchta • Malgorzata Dunecka | 3.27.9  |
| 7.        | Belgien        | • Lea Alaerts • Regine Berg • Anne Michel • Rosine Wallez                       | 3.31,6  |
| –         | Bulgarien      | • Svobodka Damianova • Rositsa Stamenova • Milena Andonova • Bonka Dimova       | DNF     |

### Semifinaler
- Hölls torsdagen den 29 juli 1980

#### Heat 1
| Placering | Land           | Löpare                                                                        | Tid    |
| --------- | -------------- | ----------------------------------------------------------------------------- | ------ |
| 1.        | Sovjetunionen  | • Olga Minejeva • Tatjana Gojsjtjik • Ludmila Tjernova • Tatjana Prorotjenko  | 3.25,3 |
| 2.        | Bulgarien      | • Svobodka Damianova • Rositsa Stamenova • Milena Andonova • Bonka Dimova     | 3.28,7 |
| 3.        | Storbritannien | • Linsey MacDonald • Michelle Probert • Joslyn Hoyte-Smith • Janine MacGregor | 3.29,0 |
| 4.        | Jamaica        | • Ruth Simpson • Jacqueline Rusey • Cathy Rattray • Merlene Ottey             | 3.31,5 |
| 5.        | Italien        | • Rosanna Lombardo • Agnese Rossamai • Daniela Porcelli • Erika Rossi         | 3.46,2 |

#### Heat 2
| Placering | Land        | Löpare                                                                          | Tid    |
| --------- | ----------- | ------------------------------------------------------------------------------- | ------ |
| 1.        | Östtyskland | • Gabriele Löwe • Barbara Krug • Christina Lathan • Marita Koch                 | 3.28,7 |
| 2.        | Polen       | • Grazyna Oliszewska • Jolanta Januchta • Elzbieta Katolik • Malgorzata Dunecka | 3.29,7 |
| 3.        | Ungern      | • Iren Orosz • Judit Forgács • Iboiya Petrika • Ilona Pal                       | 3.29,7 |
| 4.        | Rumänien    | • Iboia Korodi • Niculina Lazarciuc • Maria Samungi • Elena Tarfta              | 3.29,8 |
| 5.        | Belgien     | • Lea Alaerts • Regine Berg • Anne Michel • Rosine Wallez                       | 3.30,7 |
| 6.        | Nigeria     | • Gloria Ayanlaja • Kehinde Vaughan • Asele Woy • Mary Akinyemi                 | 3.36,0 |